# Памятник Лесе Украинке (Киев)
Памятник Лесе Украинке в Киеве (укр. Пам'ятник Лесі Українці у Києві) — памятник украинской поэтессе, писательнице, переводчику и культурному деятелю Лесе Украинке.
Авторы памятника скульптор Галина Кальченко и архитектор Анатолий Игнащенко.
Расположен в центре украинской столицы, в Печерском районе Киева на площади имени Леси Украинки между зданием Центризбиркома Украины и жилой высоткой.

## История
Торжественно открыт 3 сентября 1973 года.
Киевский памятник Л. Украинки представляет собой бронзовую фигуру писательницы высотой 5 метров, установленную на постаменте из чёрного лабрадорита. По замыслу автора скульптуры Г. Кальченко, Леся Украинка изображена волевой, не повинующейся обстоятельствам судьбы, сильной духом и одновременно нежной и женственной.
Общая высота памятника составляет 10 метров. На постаменте начертаны слова из стихотворения поэтессы
Як я умру, на світі запалає

Покинутий вогонь моїх пісень

І стримуваний пломінь засіяє

Вночі запалений, горітиме удень 
Вокруг памятника обустроена площадь с фонтанами и скамейками для отдыха. По постановлению Кабинета Министров Украины от 03.09.2009 № 928 имеет статус памятника монументального искусства, охранный номер 260030-Н.